# Río Petitcodiac
El Río Petitcodiac (en inglés: Petitcodiac River; en francés: Rivière Petitcodiac) es un río de Canadá en el sudeste de Nuevo Brunswick. El río tiene una longitud de 79 kilómetros (49 millas) y se encuentra en los condados de Westmorland, Albert, y Kings, drenando una cuenca hidrográfica de unos 2.071 kilómetros cuadrados (800 millas cuadradas). La cuenca cuenta con valles, crestas y colinas, y es el hogar de una población diversa de especies terrestres y acuáticas. Diez afluentes se unen el río en su curso hacia su desembocadura en la bahía de Shepody. Antes de la construcción de un paso elevado en 1968, el río tenía una de las mareas más grandes del mundo, que iban de 1 a 2 metros (3.3-6.6 pies) de altura y se trasladaban a entre 5 y 13 kilómetros por hora (03.01 a 08.01 mph). Con la apertura de la calzada en abril de 2010, el río está vaciando sedimentos oceánicos.
Acadios de Port Royal, Nueva Escocia colonizaron la región en 1698, pero fueron expulsados en 1755 durante la Guerra de los Siete Años. Combatientes de la resistencia de Acadia en Village-des- Blanchard (ahora Hillsborough) lucharon bajo el mando del líder francés Charles Deschamps de Boishébert en la Batalla de Petitcodiac para defenderse de las tropas británicas y sufrieron la destrucción de la mayor parte de su asentamiento. Las tropas británicas llegaron al río tres años más tarde y empezaron la Campaña Río Petitcodiac.